# Saison 2011 de l'équipe cycliste BMC Racing
La saison 2011 de l'équipe cycliste BMC Racing est la cinquième de cette équipe, lancée en 2007.

## Préparation de la saison 2011

### Arrivées et départs
| Arrivées          | Équipe 2010           |
| ----------------- | --------------------- |
| Yannick Eijssen   | PWS Eijssen           |
| Amaël Moinard     | Cofidis               |
| Taylor Phinney    | Trek Livestrong U23   |
| Manuel Quinziato  | Liquigas-Doimo        |
| Timothy Roe       | Trek Livestrong U23   |
| Ivan Santaromita  | Liquigas-Doimo        |
| Johann Tschopp    | BBox Bouygues Telecom |
| Greg Van Avermaet | Omega Pharma-Lotto    |

| Départs         | Équipe 2011 |
| --------------- | ----------- |
| Scott Nydam     |             |
| Florian Stalder |             |
| Jackson Stewart |             |

## Coureurs et encadrement technique

### Effectif
| Cycliste           | Date de naissance | Nationalité | Équipe 2010           |
| ------------------ | ----------------- | ----------- | --------------------- |
| Alessandro Ballan  | 6 novembre 1979   | Italie      | BMC Racing            |
| Chris Barton       | 7 juin 1988       | États-Unis  | BMC Racing            |
| Chad Beyer         | 15 août 1986      | États-Unis  | BMC Racing            |
| Brent Bookwalter   | 16 février 1984   | États-Unis  | BMC Racing            |
| Marcus Burghardt   | 30 juin 1983      | Allemagne   | BMC Racing            |
| Chris Butler       | 16 février 1988   | États-Unis  | BMC Racing            |
| Yannick Eijssen    | 26 juin 1989      | Belgique    | PWS Eijssen           |
| Cadel Evans        | 14 février 1977   | Australie   | BMC Racing            |
| Mathias Frank      | 9 décembre 1986   | Suisse      | BMC Racing            |
| George Hincapie    | 29 juin 1973      | États-Unis  | BMC Racing            |
| Martin Kohler      | 17 juillet 1985   | Suisse      | BMC Racing            |
| Alexander Kristoff | 5 juillet 1987    | Norvège     | BMC Racing            |
| Karsten Kroon      | 29 janvier 1976   | Pays-Bas    | BMC Racing            |
| Jeff Louder        | 8 décembre 1977   | États-Unis  | BMC Racing            |
| Amaël Moinard      | 2 février 1982    | France      | Cofidis               |
| Steve Morabito     | 30 janvier 1983   | Suisse      | BMC Racing            |
| John Murphy        | 15 décembre 1984  | États-Unis  | BMC Racing            |
| Taylor Phinney     | 27 juin 1990      | États-Unis  | Trek Livestrong U23   |
| Manuel Quinziato   | 30 octobre 1979   | Italie      | Liquigas-Doimo        |
| Timothy Roe        | 28 octobre 1989   | Australie   | Trek Livestrong U23   |
| Mauro Santambrogio | 7 octobre 1984    | Italie      | BMC Racing            |
| Ivan Santaromita   | 30 avril 1984     | Italie      | Liquigas-Doimo        |
| Michael Schär      | 29 septembre 1986 | Suisse      | BMC Racing            |
| Johann Tschopp     | 1er juillet 1982  | Suisse      | BBox Bouygues Telecom |
| Greg Van Avermaet  | 17 mai 1985       | Belgique    | Omega Pharma-Lotto    |
| Danilo Wyss        | 26 août 1985      | Suisse      | BMC Racing            |
| Simon Zahner       | 6 mars 1983       | Suisse      | BMC Racing            |

## Bilan de la saison

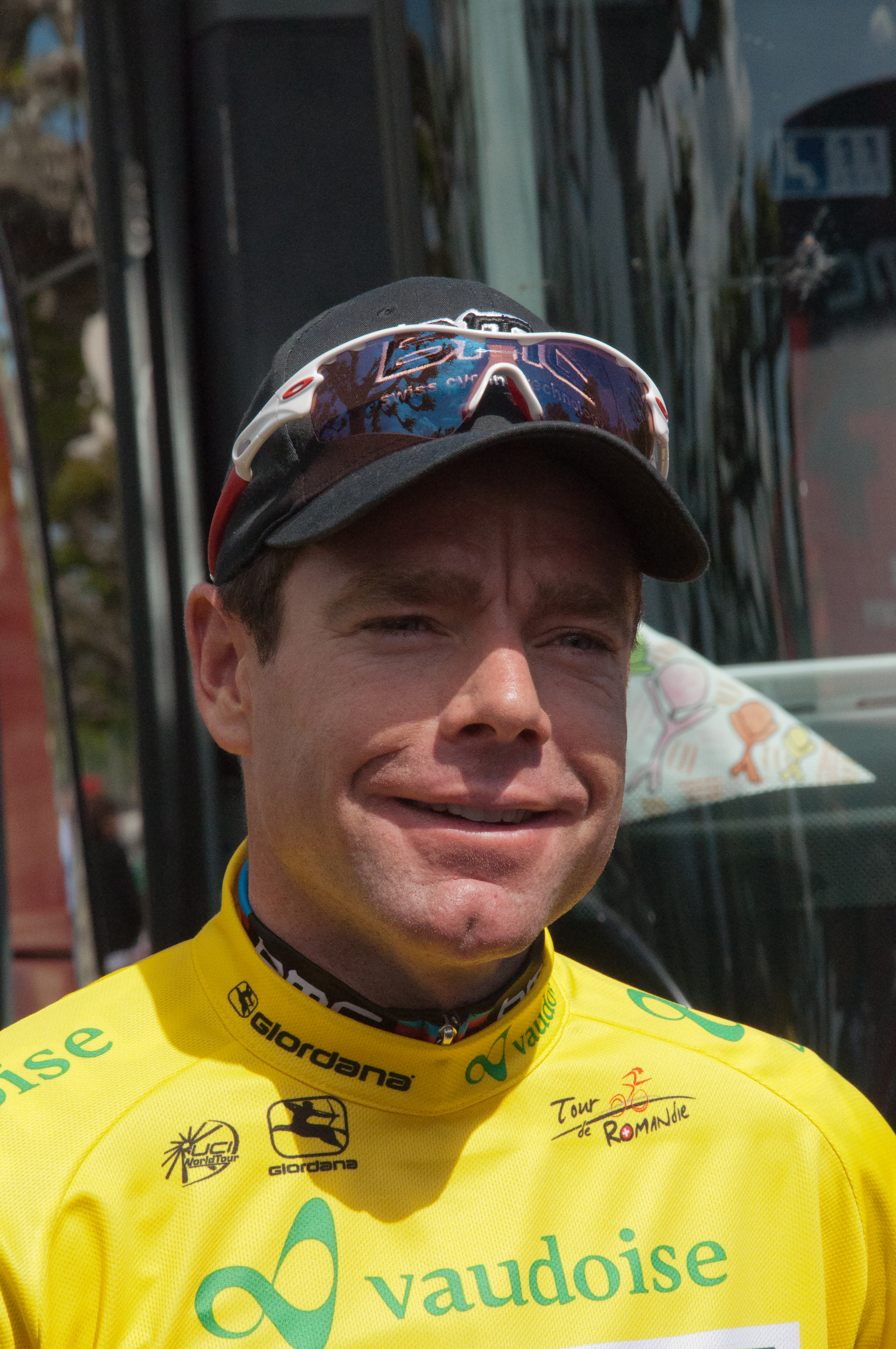
Cadel Evans arborant le maillot jaune après la victoire du classement général du Tour de Romandie 2011.

### Victoires
| Date       | Course                                  | Pays       | Classe | Vainqueur          |
| ---------- | --------------------------------------- | ---------- | ------ | ------------------ |
| 14/03/2011 | 6e étape de Tirreno-Adriatico           | Italie     | WT     | Cadel Evans        |
| 15/03/2011 | Classement général de Tirreno-Adriatico | Italie     | WT     | Cadel Evans        |
| 01/05/2011 | Classement général du Tour de Romandie  | Suisse     | WT     | Cadel Evans        |
| 23/06/2011 | Championnat de Suisse contre-la-montre  | Suisse     | CN     | Martin Kohler      |
| 26/06/2011 | Championnat de Norvège sur route        | Norvège    | CN     | Alexander Kristoff |
| 04/07/2011 | 4e étape du Tour de France              | France     | WT     | Cadel Evans        |
| 08/07/2011 | 6e étape du Tour d'Autriche             | Autriche   | 2.HC   | Greg Van Avermaet  |
| 24/07/2011 | Classement général du Tour de France    | France     | WT     | Cadel Evans        |
| 27/07/2011 | 5e étape du Tour de Wallonie            | Belgique   | 2.HC   | Greg Van Avermaet  |
| 27/07/2011 | Classement général du Tour de Wallonie  | Belgique   | 2.HC   | Greg Van Avermaet  |
| 08/08/2011 | Prologue de l'Eneco Tour                | Pays-Bas   | WT     | Taylor Phinney     |
| 24/08/2011 | 2e étape du Tour du Colorado            | États-Unis | 2.1    | George Hincapie    |
| 09/10/2011 | Paris-Tours                             | France     | 1.HC   | Greg Van Avermaet  |

### Résultats sur les courses majeures
Les tableaux suivants représentent les résultats de l'équipe dans les principales courses du calendrier international (les cinq classiques majeures et les trois grands tours). Pour chaque épreuve est indiqué le meilleur coureur de l'équipe, son classement ainsi que les accessits glanés par BMC Racing sur les courses de trois semaines.

#### Classiques
| Classique            | Milan-San Remo         | Tour des Flandres    | Paris-Roubaix          | Liège-Bastogne-Liège   | Tour de Lombardie       |
| -------------------- | ---------------------- | -------------------- | ---------------------- | ---------------------- | ----------------------- |
| Coureur (classement) | Alessandro Ballan (4e) | George Hincapie (6e) | Alessandro Ballan (6e) | Greg Van Avermaet (7e) | Greg Van Avermaet (12e) |

#### Grands tours
| Grand tour           | Tour d'Italie        | Tour de France                                         | Tour d'Espagne          |
| -------------------- | -------------------- | ------------------------------------------------------ | ----------------------- |
| Coureur (classement) | Johann Tschopp (15e) | Cadel Evans (1er)                                      | Greg Van Avermaet (83e) |
| Accessits            | -                    | 1 victoire d'étape et classement général (Cadel Evans) | -                       |

### Classement UCI
L'équipe BMC Racing termine à la cinquième place du World Tour avec 877 points. Ce total est obtenu par l'addition des points des cinq meilleurs coureurs de l'équipe au classement individuel que sont Cadel Evans, 2e avec 584 points, Alessandro Ballan, 47e avec 100 points, Greg Van Avermaet, 56e avec 90 points, Taylor Phinney, 67e avec 71 points, et Mathias Frank, 92e avec 42 points,.
| Rang | Coureur            | Points |
| ---- | ------------------ | ------ |
| 2    | Cadel Evans        | 584    |
| 47   | Alessandro Ballan  | 100    |
| 56   | Greg Van Avermaet  | 90     |
| 67   | Taylor Phinney     | 71     |
| 92   | Mathias Frank      | 42     |
| 93   | George Hincapie    | 40     |
| 138  | Johann Tschopp     | 14     |
| 156  | Alexander Kristoff | 7      |